# Pierre Stévenin
Pour les articles homonymes, voir Stévenin.
Pierre Stévenin est un acteur français né le 18 mai 1995. Il est le fils du cinéaste Jean-François Stévenin, le demi-frère du comédien Sagamore Stévenin et le frère des comédiens Salomé et Robinson Stévenin. Il a joué dans quelques films dont le plus connu est Vipère au poing en 2004.

## Filmographie
- 2000 : Mischka de Jean-François Stévenin
- 2004 : Vipère au poing de Philippe de Broca
- 2006 : Le Grand Charles, téléfilm de Bernard Stora
- 2011 : De force de Frank Henry